# Stadler RS Zero
RS Zero (von englisch zero ‚null‘; Eigenschreibweise RS ZERO) ist eine geplante Schienenfahrzeugplattform des Herstellers Stadler Rail mit Alternativen Antrieben („Nullemission“) für den Einsatz im Personennahverkehr als Nachfolger des Dieseltriebwagens Regio-Shuttle RS 1. Ein Prototyp wurde 2024 vorgestellt.

## Geschichte
Da nach Angaben des Schienenfahrzeugherstellers Stadler Rail Neufahrzeuge mit geringem Fassungsvermögen aus dem Markt für den Schienenverkehr in Europa verschwunden seien, aber weiterhin eine Nachfrage bestehe, begann dieser in den Standorten in der Schweiz ungefähr 2020 mit der Entwicklung des RS Zero, um diese Marktnische zu schließen. Ungefähr Anfang 2022 stiegen die Standorte der Division Deutschland in die Konstruktion ein und übernahmen die gesamte Beschaffung und Fertigung.
Der RS Zero wurde für den Einsatz auf nicht elektrifizierten Nebenbahnen, aber auch Hauptbahnen, mit geringer Verkehrsdichte vorgesehen. Der RS Zero richtet sich somit an das gleiche Marktsegment wie der bis 2013 produzierte Regio-Shuttle RS 1 und ist als dessen Nachfolger vorgesehen.
Am 12. Juni 2024 kündigte das Unternehmen auf der Messe Rail Business Days in Ostrava erstmals diese Fahrzeugplattform an. Im Werk von Stadler Deutschland in Berlin-Wilhelmsruh, in dem auch die batterieelektrischen Triebzüge Flirt Akku gebaut werden sowie bis 2013 die Vorgängertriebwagen Regio-Shuttle RS 1 gebaut wurden, wurde ein erster Prototyp in der Ausführung als Einteiler mit Wasserstoffantrieb produziert und am 29. August 2024 ausgewählten Kunden gezeigt. Eine Zulassung der Fahrzeuge werde bis 2026 angestrebt. Im Rahmen der Vorstellung des Fahrzeugs auf der Innotrans vom 24. bis zum 27. September 2024 wurde am 24. September eine Absichtserklärung mit dem Thüringer Ministerium für Infrastruktur und Landwirtschaft sowie der Erfurter Bahn unterzeichnet, welche einen Einsatz des Prototyps im Fahrgastbetrieb im Netz der Thüringer Bahn oder deren Tochterunternehmen Süd-Thüringen-Bahn ab Mitte 2026 vorsieht. Am 11. Juni 2025 folgte eine Vorstellung des Prototyps auf den Rail Business Days.
Stadler gab an, dass der Prototyp Anfang März 2025 erstmals aus eigenen Antrieb bewegt wurde. Fahrten mit Energie aus dem Wasserstoffmotor gab es dabei noch nicht.

## Beschreibung

### Wagenkasten
Der RS Zero wurde nach dem Prinzip des Leichtbaus in Aluminium-Integralbauweise mit einer maximalen Radsatzfahrmasse von 18 Tonnen konstruiert, wodurch die Fahrzeuge für Strecken mit Streckenklassen von B1 und höher geeignet sind. Der RS Zero wird als einteiliger Triebwagen und als zweiteiliger Triebzug angeboten und je nach Variante 59 bis 165 Sitzplätze beinhalten. Als Vollbahnfahrzeuge erfüllen die Wagenkästen die Festigkeitsanforderungen der EN 12663 sowie die Kollisionssicherheit die Anforderungen der EN 15227.
Der Großteil des Fahrgastraumes, in dem auch die beiden Türpaare je Wagen liegen, ist für einen stufenfreien Einstieg und eine barrierefreie Nutzung niederflurig. Der Innenraum ist modular einrichtbar, darunter wahlweise eine barrierefreie Toilette. Die Einstiegshöhe kann für 550 oder für 760 mm Bahnsteighöhe angepasst werden.
Beim Design des RS Zero wurden die Trapezformen in den Fensterbändern vom Regio-Shuttle RS 1 übernommen.

### Antrieb
Die Fahrzeuge werden in zwei Antriebsvarianten mit einer Nutzbremse angeboten: als Wasserstoffverbrennungstriebwagen oder als Akkumulatortriebwagen. Ein Dieselfahrzeug ist nicht vorgesehen. Die Leistung wurde mit 600 kW für den Einteiler und 1200 kW für den Zweiteiler angegeben. Als Höchstgeschwindigkeit sind 120 km/h vorgesehen. Die Anfahrbeschleunigung liegt bei 0,95 m/s².

#### Wasserstoff
Die ein- und zweiteiligen Varianten, die Wasserstoff als Energiespeicher nutzen, werden als HEMU 1 und HEMU 2 bezeichnet, Im Gegensatz zu anderen solchen Triebfahrzeugen wurden erstmals Wasserstoffverbrennungsmotoren statt einem Brennstoffzellenantrieb verbaut. Der Hersteller begründete dies damit, nur so dieses kompakte Fahrzeugkonzept mit zwei Antriebsanlagen realisieren zu können, sowie mit der Ähnlichkeit bei der Instandhaltung im Vergleich zu bei anderen Fahrzeugen eingesetzten Dieselmotoren. Die Traktionskette ist elektrisch.
Die einteilige Variante beinhaltet zwei Wasserstoffmotoren, die gleiche Anzahl Motoren wie beim Regio-Shuttle RS 1, die als Unterflurmotoren unter den beiden Führerständen angeordnet wurden. Bei der zweiteiligen Variante ist ein weiterer Unterflurmotor an einem der Wagenenden beim Wagenübergang vorgesehen. Für den Prototyp wurden TCG-7.8-H2-Motoren mit 200 kW bei 2200 Umdrehungen/min von Deutz verwendet.
Als Reichweite nannte der Hersteller über 700 Kilometer in der einteiligen und über 1000 Kilometer in der zweiteiligen Version.

#### Batterie
Der Akkumulatortriebwagen, in der ein- und zweiteiligen Variante als BEMU 1 und BEMU 2 bezeichnet, ist für Oberleitungsbetrieb und Batteriebetrieb vorgesehen. Entwürfe sehen Traktionsbatterien unterflur im Bereich der Führerstände sowie in Niederflurbereich zwischen den Türen und die Antriebskomponenten auf dem Dach vor.
Als Reichweite nannte der Hersteller 80 bis 110 Kilometer in der einteiligen und 90 bis 180 Kilometer in der zweiteiligen Version.